# Sarry (Marna)
Sarry – miejscowość i gmina we Francji, w regionie Grand Est, w departamencie Marna.
Według danych na rok 1990 gminę zamieszkiwały 2084 osoby, a gęstość zaludnienia wynosiła 104 osób/km².